# Cystowithius ecuadoricus
Espèce
Synonymes
- Parawithius nobilis ecuadoricus Beier, 1959

Cystowithius ecuadoricus est une espèce de pseudoscorpions de la famille des Withiidae.

## Distribution
Cette espèce se rencontre en Équateur et au Pérou.

## Description
Les mâles mesurent de 2,16 à 2,29 mm et les femelles de 2,06 à 2,93 mm.

## Étymologie
Son nom d'espèce lui a été donné en référence au lieu de sa découverte, l'Équateur.

## Publication originale
- Beier, 1959 : Zur Kenntnis der Pseudoscorpioniden-Fauna des Andengebietes. Beiträge zur Neotropischen Fauna, vol. 1, p. 185-228.